# Ludwik I Orleański
Ludwik I Orleański, zwany Pobożnym (Le Pieux) (ur. 4 sierpnia 1703 w Wersalu, zm. 4 lutego 1752 w Paryżu), pułkownik-generał królewskiej infanterii, wielki mistrz Połączonych Zakonów św. Łazarza z Jerozolimy i Najświętszej Marii Panny z Góry Karmel, książę Chartres w latach 1703–1723, książę Orleanu, de Valois, de Nemours, de Montpensier, de Joinville, de La Roche-sur-Yon, hrabia de Beaujolais, de Vermandois i de Soissons, par Francji od 1723 r., kawaler Orderu Świętego Ducha od 1740 r.

## Życiorys
Był jedynym synem Filipa II, księcia Orleanu i regenta Francji, oraz Françoise-Marie de Bourbon, Mademoiselle de Blois (legitymizowanej córki króla Ludwika XIV i jego metresy pani de Montespan). Jako syn Filipa II przy urodzeniu otrzymał tytuł księcia de Chartres. Tytuł ten nosił do 1723, kiedy to uzyskał tytuł księcia Orleanu, etc.
Ludwik nosił herb: Na niebieskim tle trzy złote lilie andegaweńskie w słup (2 i 1), nad nimi srebrny label (kołnierz turniejowy).
Był promotorem kultury i sztuki. Nie zajmował się polityką, odmiennie niż to było w zwyczaju na ówczesnym dworze Francji. Za to poświęcał się działalności charytatywnej i szpitalnej, tłumaczył Psalmy i Listy św. Pawła. W 1719 został gubernatorem Delfinatu (Dauphiné). W 1720 został wybrany wielkim mistrzem Połączonych Zakonów św. Łazarza z Jerozolimy i Najświętszej Marii Panny z Góry Karmel. Przez 9 lat (1721–1730) był pułkownikiem-generałem francuskiej piechoty.
Zmarł w opactwie św. Genowefy (Abbaye Sainte-Geneviève) w Paryżu.

## Małżeństwo i rodzina
13 lipca 1724 r. ożenił się z Augustą Marią Joanną (10 listopada 1704 - 8 sierpnia 1726), córką Ludwika Wilhelma, margrabiego Baden-Baden, i Sybilli Augusty, córki Juliusza Franciszka von Sachsen-Lauenburg. Ludwik i Augusta mieli razem syna i córkę:
- Ludwik Filip (12 maja 1725 - 18 listopada 1785), książę Orleanu
- Ludwika Magdalena (5 sierpnia 1726 - 14 maja 1728), panna d'Orléans